# George Shee (1er baronnet)
Pour les articles homonymes, voir Shee et George Shee (2e baronnet).
George Shee, 1er baronnet (1758-1825) est un ministre britannique . Il est fait baronnet en 1794.

## Biographie
Il est arpenteur général de l'armée en Irlande de 1797 à 1799 et siège également au Parlement d'Irlande en tant que député de Knocktopher de 1798 jusqu'à l'union avec la Grande-Bretagne en 1800.
Après l'union, il est nommé sous-secrétaire d'État à l'Intérieur de 1800 à 1803 et sous-secrétaire d'État à la Guerre et aux Colonies de 1806 à 1807. Il est élu membre de la Royal Society en 1810 .
Son fils George Shee (2e baronnet) lui succède.